# Everydays: the First 5000 Days
Everydays: the First 5000 Days è un'opera d'arte digitale creata da Mike Winkelmann, nome d'arte Beeple. L'opera è un collage di 5 000 immagini digitali create da Winkelmann per la sua serie Everydays. Il  token non fungibile (NFT) è stato venduto per 69,3 milioni di dollari dalla casa d'asta Christie's nel 2021, diventando così il primo nell'elenco dei token non fungibili più costosi.
Everydays è stato acquistato dal programmatore di Singapore Vignesh Sundaresan, un investitore in criptovalute e fondatore del progetto Metapurse NFT, conosciuto anche online con lo pseudonimo di MetaKovan. Sundaresan ha pagato l'opera d'arte utilizzando 42 392 Ether. Sia l'acquirente Sundaresan che il venditore Winkelmann avevano un interesse nell'aumentare il prezzo dell'opera, al fine di attirare l'attenzione e guidare le vendite di un asset speculativo relativo ad altre venti opere di Beeple, che chiamavano "B20 tokens". Il prezzo di questi token, in cui Sundaresan deteneva una quota di maggioranza, ha raggiunto il suo picco durante la copertura mediatica dell'asta Everydays e successivamente è crollato. Per questo motivo, alcuni osservatori hanno descritto l'asta come una trovata pubblicitaria e una truffa.
Sundaresan riceve i diritti per visualizzare l'opera d'arte, ma non riceve i diritti d'autore. Ha esposto l'opera in un museo digitale all'interno del metaverso e il pubblico la può visualizzare attraverso un browser web.

## Composizione

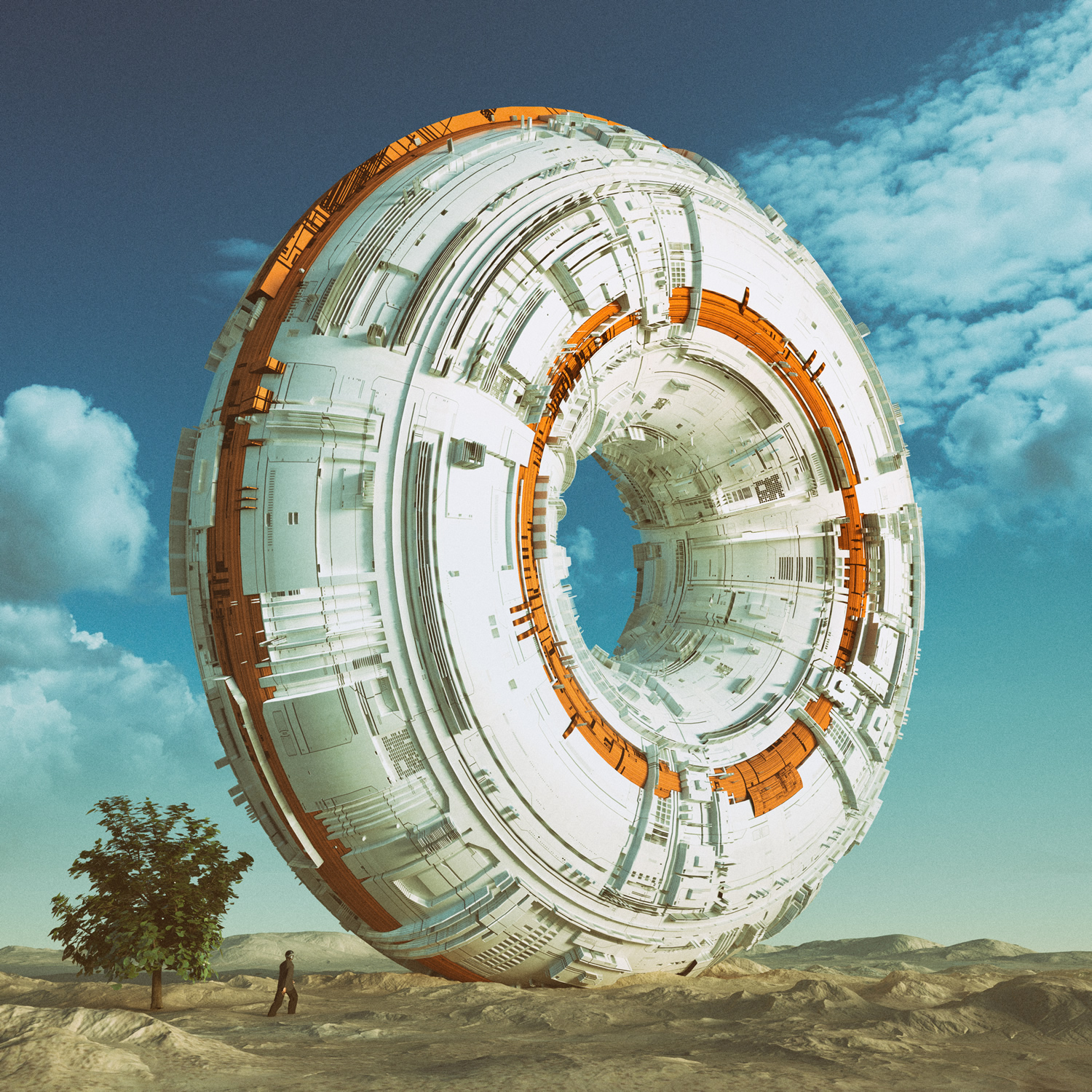
Una delle 5000 immagini che compongono l'opera d'arte

Winkelmann è stato ispirato dall'artista britannico Tom Judd e ha iniziato il progetto quotidiano il 1 maggio 2007. Alcune delle immagini coinvolgono personaggi della cultura pop, tra cui Jeff Bezos e Donald Trump, e sono disposte cronologicamente. Alcune delle immagini iniziali sono disegnate a mano e non prodotte al computer.
In un articolo pubblicato su Artnet, il critico d'arte Ben Davis ha affermato che alcune delle 5.000 immagini che compongono l'opera hanno rivelato vari stereotipi razziali, misogini e omofobi. Will Gompertz considerava Winkelmann un "esponente di talento" dell'estetica dei fumetti e paragonava il suo lavoro a Hieronymus Bosch e Philip Guston.